# Scatimus cribrosus
Scatimus cribrosus là một loài bọ cánh cứng trong họ Bọ hung (Scarabaeidae).